# Jean-Marie de Grasset
Pour les articles homonymes, voir Grasset.
Jean-Marie de Grasset est un homme politique français né le 8 avril 1821 à Pézenas (Hérault) et décédé le 31 octobre 1877 à Pézenas.
Propriétaire viticulteur, fils de Jean Eugène de Grasset, il est représentant de l'Hérault de 1871 à 1876, siégeant avec les légitimistes, inscrit à la réunion des Réservoirs. Il est conseiller général en 1871.

## Sources
- « Jean-Marie de Grasset », dans Adolphe Robert et Gaston Cougny, Dictionnaire des parlementaires français, Edgar Bourloton, 1889-1891 [détail de l’édition]